# Galenia squamulosa
Galenia squamulosa är en isörtsväxtart som först beskrevs av Christian Friedrich Frederik Ecklon och Zeyh., och fick sitt nu gällande namn av Edward Fenzl, William Henry Harvey och Sond. Galenia squamulosa ingår i släktet galenior, och familjen isörtsväxter. Inga underarter finns listade i Catalogue of Life.